# Burg Maichau
Die Burg Maichau (slowenisch: Grad Mehovo) wurde im Jahre 1161 erstmals urkundlich erwähnt. Von der Burg, die einst zu den größten, mächtigsten und ältesten Burgen Krains zählte, sind nur noch einige spärliche Ruinen erhalten geblieben.

## Lage
Die abgegangene Höhenburg stand auf einem kegelförmigen Hügel oberhalb des Dorfes Podgrad, elf Kilometer südlich von Novo mesto und knappe zwei Kilometer westlich von der Abzweigung der Straße, die über die Gorjanci nach Metlika führt. Vom Hügel aus überblickt man in nördlicher Richtung einen großen Teil von Unterkrain, und nach Westen reicht der Ausblick bis zu den Steiner Alpen / Kamniške planine. Den Blick in Richtung Metlika (Bela krajina) und Kroatien versperren allerdings die Gorjanci.

## Geschichte
Die Burg Maichau wurde vor 1162 erbaut. Bekannt ist, dass sie bis 1209 Besitz der Grafen von Weichselberg war. Es war Erbe ihrer Verwandten Hemma von Gurk. Deshalb kann angenommen werden, dass möglicherweise schon Hemma die Burg erbauen ließ. Die Grafen von Weichselberg nutzten die Burg als Ausgangspunkt für ihre Eroberungszüge nach Ungarn und Kroatien. Später war sie Verwaltungssitz der eroberten Gebiete. Der Ort Črnomelj war verwaltungstechnisch noch im Jahre 1277 der Burg untergeordnet.
Aus einer Urkunde, die Ende des 12. Jahrhunderts herausgegeben wurde, die allerdings teilweise als verfälscht bezeichnet wird, geht Folgendes hervor: „Stephan Ursin, Sohn des Nikolo, Verwandter der Grafen von Görz, hat in der Zeit des ungaro-kroatischen Königs Béla III. (1173–1196) den Albert von Maichau – gemeint ist Albert von Weichselberg – besiegt, der die ungarischen Grenzgebiete angegriffen hat.“

### Maichau Ausgangspunkt zur Eroberung der Bela krajina
Zur Zeit der Grafen von Weichselberg war Maichau eine Burg an der Grenze zu Kroatien. Von dort aus unternahmen sie mit starken Kräften, zusammengezogen aus ihren umliegenden Burgen Kronovo (Cronowe), Čretež (Reutenberg), Mirna (Neudegg), Hmeljnik (Hopfenbach), Prežek (Preisseck), Mokro polje (Nassenfeld), Litija (Liechtenberg bei Littei) und anderen, Eroberungszüge nach Süden in Richtung des Flusses Kolpa. So wurden damals die Grenzen Krains über die Gorjanci hinweg bis in die Gegenden der heutigen Bela krajina erweitert. Militärische Aktionen wurden auch über die Kolpa weit nach Kroatien hineingetragen, die allerdings scheiterten, und die Kräfte der Weichselberg wurden wieder über den Fluss Kolpa zurückgedrängt. Jedenfalls wurde seit etwa dem Jahr 1200 die Kolpa in ihrem Verlauf von den Gottscheer Wäldern bis hin zum Vorland der Gorjanci die Grenze zwischen Kroatien und Krain.

### Maichau (Mehovo) in der Zeit der Türkeneinfälle
Zur Zeit der Türkeneinfälle, die in Krain Anfang des 15. Jahrhunderts begannen und stetig bedrohlicher wurden, war insbesondere die Gegend um Maichau (Mehovo) stark betroffen. In jener Epoche nämlich drangen die Türken dort aus der Gegend von Vinica kommend an Maichau vorbei bis in die Umgebung von Novo mestoV und in das Tal der Krka vor. Von dort zogen sie entweder in östlicher Richtung nach Kostanjevica na Krki und in die Ebene von Šentjernej, oder sie stießen in entgegengesetzter Richtung entlang der Krka bis Žužemberk vor, um dann über Zagradec und Šmarje bis Ljubljana zu gelangen. Eine weitere Möglichkeit war der Weg über Mirna Peč, Trebnje entlang der Temenica bis Stična, um danach über Višnja Gora und an Šmarje vorbei bis nach Ljubljana vorzustoßen.
In jener Zeit war die Burg nicht nur ein bedeutender militärischer Stützpunkt. Sie war auch eine Station in der Kette des gesamten Warnsystems. Sobald sich türkische Einheiten näherten, wurden auf festgelegten Orten große, weithin sichtbare Feuer entfacht und berittene Boten von Maichau aus nach Hmeljnik und von dort weiter nach Sv. Peter bei Žužemberk, Primskovo, nach Višnja gora, Magdalenska gora bei Šmarje und von dort zur Laibacher Burg mit entsprechenden Meldungen losgeschickt.

### Aufständische Bauern erobern Maichau im Jahr 1515
Im Jahre 1515, dem Jahr des Windischen Bauernaufstandes, wurde neben anderen Burgen auch Maichau von den Bauern eingenommen. Valvasor beschreibt die dramatischen Ereignisse so:
„Als im 1515 Jahr die Crainerische Bauern-Aufruhr sich ereignete, welche viel Schlösser angefallen und zu Grunde gerichtet; kam auch die Reihe an dieses Maichau, welches diese wütige Gesellen mit stürmender Hand, den 17. May, oder nach Andrer Fürgeben, am Himmelfahrtstage, übermeistert die zween Mündorffer Gebrüder, so diese Herrschaft Pfandsweise innegehabt, namendlich Herr Balthasar von Mündorff und Herr N. von Mündorff, Herrn Marx von Clissa, den letzten seines Namens und Stammes, samt Herrn Casper Werneckhern, welche insgesamt tapfer-müthigst dieses Schloss beschützet, lebendig über die Mauern und in einen elenden Tod ghestürtzet, sintemal diese armselig sich zerfallen und jämmerlich den Geist ausblasen müssen; welchen noch andere fünfzehen Edelleute gefolget, die ebenmäßig durch die Hände dieser Würg-Teufel aufgeopfert worden. Deren Häupter sie von dem Rumpf abgesondert und beydes über die Mauern hinabgeworfen.
Hiemit nahm ihre Grausamkeit noch nicht ihren Abschied; obwohl nunmehro die, so sich widersetzet, hingerichtet waren, sondern die unmündige beyde Söhnlein Herrn Balthasar von Mündorffs mußten auch dem Grimm dieser Wütenden zum Schlacht-Opfer werden. Nach Erwürgung der Kinder kam die Reihe an die Mutter Martha, eine geborne Phaffoitscherin: welche sie ganz entkleideten und also nackt und bloß zum Schloß-Thor hinaus, denen draussen blutdurstig – wartenden Bauern, in ihre aufgesperrte Mordklauen, wie ein Schaf unter die Leuen, jagten, die ihr jämmerlich auch den Hals brachen. Ein gantz kleines Töchterlein war noch übrig: so dem Tode nicht würde entflohen sein, wenn ihre Wärterin, ein altes Weib, dasselbe nicht als eine Beute davon gebracht.“ (Als Quelle gibt Valvasor Hieronymus Megiser an.)
In Valvasors Bericht kommt allerdings nicht vor, dass einige Zeit davor Marko von Clissa, der von den Krainer Landständen beauftragt wurde, Kroatien um Unterstützung gegen die aufständischen Bauern zu bitten, vor seiner Abreise an die 500 krainische Bäuerinnen und Kinder zusammentreiben ließ und sie dann in Kroatien verkaufte.
Außerdem scheint Valvasor beim Lesen von Unterlagen jene von Maichau mit denen von Brežice (Rann) vermengt zu haben. Auf Maichau waren an diesem Tag von der Herrschaft nur die beiden Brüder Mündorff, die Ehefrau des Balthasar mit den Kindern und Caspar Wernegkh anwesend. Marko von Clissa suchte Zuflucht auf der Burg Brežice, wo ihn allerdings das Schicksal ereilte, wie es Valvasor bei Maichau beschrieb.
Bei ihrer Zusammenkunft am 14. Mai in Novo mesto beschlossen die Bauern auf Maichau zu marschieren. Geführt wurden sie von einem Knecht der Mündorffer. Die Burg war damals aus Sorglosigkeit nicht bewacht, so hatten die Bauern keine große Mühe, ihrer habhaft zu werden. Die beiden Mündorff und Caspar von Wernegkh wurden geköpft, die beiden Söhne erwürgt. Balthasars Frau Martha wurde in bäuerliche Kleidung gesteckt und zur Feldarbeit gejagt, und die kleine Tochter wurde von einer alten Frau an sich genommen.
Diese Ereignisse wurden von slowenischen Dichtern auch literarisch verarbeitet. Anton Aškerc (1856–1912) schuf die Ballade Tlaka – Frondienst (1888) im Zyklus Stara pravda – altes Recht. Janez Trdina (!1830–1905) beschreibt seine Version der Ereignisse vom 17. Mai 1515 in seinem Werk Sprehod v Belo krajino (Spaziergang in die Weiße Mark), veröffentlicht erst 1912.

## Eigentümer, Besitzer und Burgverwalter
Der erste urkundlich genannte Besitzer der Burg war im Jahre 1162 ein Hartwig – Hartwic de Micho, der als Zeuge in einer Urkunde erscheint. Ob er ein Ministeriale, oder ein früher Vorfahre der Weichselberg war, ist ungewiss. Nach dem Tod Alberts von Weichselberg ging nahezu der gesamte Besitz aufgrund der Heirat seiner Tochter Sophie mit Heinrich von Andechs, damals Markgraf von Istrien, an die Andechs. Sie blieben Eigentümer bis 1228. Es folgte bis 1246 der Herzog von Österreich, Friedrich II. von Babenberg, danach bis zum Jahre 1269 die Spanheimer. Im Jahre 1277 schon übergab Rudolph von Habsburg Maichau als Pfand an Albert Grafen von Görz-Tirol. Und diese übergaben Maichau an die Grafen von Cilli. Im Jahre 1456, nach dem Tod des letzten Cilliers, fiel die Burg aufgrund des Erbvertrags zwischen den Grafen von Cilli und den Habsburgern an letztere.
Im Jahre 1472 waren dort Ludwig von Kosiack und 1490 Caspar von Khreig als Verwalter eingesetzt. Anfang des 16. Jahrhunderts erscheint Balthasar von Mündorff als Pfandinhaber, und in der Zeit von 1540 bis 1548 Hermann Püchler. Als Besitzer folgten Ivan Lenković (1549), Oberbefehlshaber an der Militärgrenze, 1587 dessen Enkel und Landeshauptmann von Krain, Georg Lenković. Weitere Besitzer waren Karl von Jurić (1603) und Freiherr Ernst von Paradeiser (1619), Hauptmann zu Senj und von (Sicherstein) Žumberak. Ihm folgten seine beiden Söhne, Johann Ernst († 1688), Hauptmann zu Sicherstein und Georg Siegmund (1675), Hauptmann zu Otočec (Ottotschatz). In jener Zeit schon verlor die Burg ihre strategische Bedeutung. Die neuen Besitzer zogen es vor, Maichau aufzugeben. Sie errichteten etwa fünf Kilometer nordwestlich davon auf ebenem Gelände eine neue, bequemere Burg, die sie Ruperčvrh (Ruprechtshof) nannten. Als Baumaterial für das neue Gebäude wurde das Mauerwerk der Burg Maichau verwendet.

## Bilder
- Johann W. von Valvasor: Kupferstich in Die Ehre des Herzogthum Crain, Bd. 2, XI. Buch, S. 359